# Communauté de communes du Pays d’Olliergues
Die Communauté de communes du Pays d’Olliergues ist ein ehemaliger französischer Gemeindeverband mit der Rechtsform einer Communauté de communes im Département Puy-de-Dôme in der Region Auvergne-Rhône-Alpes. Sie wurde am 30. Dezember 1996 gegründet und umfasste sechs Gemeinden. Der Verwaltungssitz befand sich im Ort Olliergues.

## Historische Entwicklung
Mit Wirkung vom 1. Januar 2017 fusionierte der Gemeindeverband mit  
- Communauté de communes de Livradois Porte d’Auvergne,
- Communauté de communes du Pays d’Ambert,
- Communauté de communes du Pays d’Arlanc,
- Communauté de communes du Pays de Cunlhat,
- Communauté de communes du Haut Livradois sowie
- Communauté de communes de la Vallée de l’Ance

und bildete so die Nachfolgeorganisation Communauté de communes Ambert Livradois Forez.

## Ehemalige Mitgliedsgemeinden
1. Le Brugeron
2. Marat
3. Olliergues
4. Saint-Gervais-sous-Meymont
5. Saint-Pierre-la-Bourlhonne
6. Vertolaye